# Йоахім Маркс
Йоахім Ежи Маркс (пол. Joachim Jerzy Marx, нар. 31 серпня 1944, Гливиці) — польський футболіст, що грав на позиції нападника. По завершенні ігрової кар'єри — футбольний тренер.
Виступав, зокрема, за клуб «Ланс», а також національну збірну Польщі.

## Клубна кар'єра
У дорослому футболі дебютував 1959 року виступами за команду нижчолігового клубу ГКС (Гливиці), в якій провів чотири сезони.
Згодом з 1963 по 1969 рік грав у найвищому дивізіоні польського футболу в складі команди «Гвардія». У складі столичного клубу був одним із головних бомбардирів команди.
У 1969 році перейшов до складу команди «Рух» (Хожув). У складі клубу також був одним із головних бомбардирів команди. Разом із командою двічі став чемпіоном Польщі з футболу у сезонах 1973—1974 та 1974—1975 років та володарем Кубка Польщі з футболу в 1975 році.
Своєю грою за останню команду привернув увагу представників тренерського штабу клубу «Ланс», до складу якого приєднався 1975 року. Відіграв за команду з Ланса наступні чотири сезони своєї ігрової кар'єри. У складі «Ланса» був одним з головних бомбардирів команди. У сезоні 1976—1977 став разом із командою срібним призером Чемпіонату Франції з футболу.
Завершив професійну ігрову кар'єру у нижчоліговому клубі «Не-ле-Мін», за команду якого виступав протягом 1979—1982 років.

## Виступи за збірну
1966 року дебютував в офіційних матчах у складі національної збірної Польщі. Протягом кар'єри у національній команді, яка тривала 10 років, провів у формі головної команди країни лише 23 матчі, забивши 10 голів.
У складі збірної був учасником Олімпійських ігор 1972 року, на яких став у складі збірної олімпійським чемпіоном.

## Титули і досягнення
- Олімпійський чемпіон: 1972
- Чемпіон Польщі (2):

«Рух» (Хожув): 1973-74, 1974-75
- Володар Кубка Польщі (1):

«Рух» (Хожув): 1974

## Кар'єра тренера
Розпочав тренерську кар'єру невдовзі по завершенні кар'єри гравця, 1985 року, очоливши тренерський штаб клубу «Ланс».
Потім очолював команду клубу «Ла Рош».
Наразі останнім місцем тренерської роботи був клуб «Шатору», команду якого Йоахім Маркс очолював як головний тренер до 1992 року.